# Planchonella velutina
Planchonella velutina är en tvåhjärtbladig växtart som först beskrevs av Adolph Daniel Edward Elmer, och fick sitt nu gällande namn av Herman Johannes Lam. Planchonella velutina ingår i släktet Planchonella och familjen Sapotaceae.
Artens utbredningsområde är Filippinerna. Inga underarter finns listade i Catalogue of Life.